# کریستیان داسیلوا
کریستیان داسیلوا (انگلیسی: Cristian da Silva؛ زادهٔ ۳ فوریهٔ ۱۹۷۱) بازیکن فوتبال اهل آرژانتین است.
از باشگاه‌هایی که در آن بازی کرده‌است می‌توان به باشگاه فوتبال نیویورک رد بولز اشاره کرد.